# Síol Anmchadha
Síol Anmchadha fu un sub-regno o una signoria di Hy-Many, dominato dai Sil Anmchada, clan da cui prese il nome il territorio. Alcuni dei suoi sovrani furono anche re di Hy-Many.

## Re di Siol Anmchada
- CuConnacht mac Dunadach, uccios nel 1006; primo re di Síol Anmchadha.
- Gadhra Mor mac Dunadach, regnò dal 1008 al 1027.
- Dunadach mac Cuconnacht, 1027-1032.
- Diarmaid mac Madudan, 1032-1069.
- Madudan Reamhar Ua Madadhan, 1069-1096.
- Gilla Fionn Mac Coulahan, 1096-1101.
- Diarmaid mac Madudan Reamhar Ua Madadhan, 1101-1135.
- Cucoirne Ua Madudhan, 1135-1158.
- Madudan Mor mac Diarmaid Ua Madadhan, 1158-?
- Melaghlin mac Diarmaid Ua Madadhan, ?-1188.
- Diarmaid Cleirech mac Madudan Mor Ua Madadhan, 1188-1207.
- Madudan Og mac Madudan Mor Ua Madadhan, 1207-1235.

## Signori di Siol Anmchada
- Cathal mac Madudan Og Ua Madadhan, 1235-1286.
- Murchadh mac Cathal Ua Madadhan, 1286-1327.
- Eoghan mac Murchadh Ua Madadhan, 1327-1347.
- Murchadh mac Eoghan Ua Madadhan, 1347-1371.
- Eoghan Mor mac Murchadh Ua Madadhan, 1371-1410.
- Murchadh mac Eoghan Mor Ua Madadhan, 1410-1451.
- Eoghan Carrach mac Murchadh Ua Madadhan, 1451-?
- Murchadh Reagh mac Eoghan Carrach Ua Madadhan, ?-1475.
- Eoghan mac Murchadh Reagh Ua Madadhan, 1475-ca. 1479
- Breasal mac Eoghan Ua Madadhan, circa 1479-1526.

## Eponimi Capiclan
- Domhnall mac Sean Ua Madadhan/Donald Madden, 1567-1612.
- Ambrose Madden, 1612-1636.
- John Madden, 1636-1677?
- Colonel Daniel Madden, circa 1677-1727.
- Breasal Madden, 1727-1745
- Ambrose Madden, 1745-ca. 1791
- Ambrose Madden di Streamstown, ancora vivo nel 1810.
- Breasal Madden di Eyrecourt.
- Ambrose Madden di Buffalo City, USA.
- Walter Madden di Buffalo City, USA, ancora vivo nel 1902.